# Effectif des équipes à la Gold Cup 2013
Cet article traite de la liste des joueurs sélectionnés pour disputer la Gold Cup 2013. 
Dans le règlement de la Gold Cup, la CONCACAF a inscrit que chaque sélection qualifiée pour les quarts de finale peut remplacer 4 de ses joueurs entre la phase de groupes et les quarts de finale en sélectionnant ces nouveaux joueurs parmi la pré-liste de 35 joueurs soumise avant le début de la compétition,.

## Groupe A

### Canada
| Sélectionneur | Sélectionneur         | Colin Miller      | Colin Miller      | Colin Miller                 |
| N°            | Nom                   | Date de naissance | Sélections (buts) | Club                         |
| Gardiens      |                       |                   |                   |                              |
| 1             | Lars Hirschfeld       | 17 octobre 1978   | 47 (0)            | Vålerenga Fotball            |
| 18            | Milan Borjan          | 23 octobre 1987   | 11 (0)            | Sivasspor                    |
| 22            | Simon Thomas          | 12 avril 1990     | 2 (0)             | Vancouver Whitecaps          |
| Défenseurs    |                       |                   |                   |                              |
| 2             | Nikolas Ledgerwood    | 16 janvier 1985   | 27 (0)            | Hammarby IF                  |
| 3             | Ashtone Morgan        | 9 février 1991    | 6 (0)             | Toronto FC                   |
| 5             | David Edgar           | 19 mai 1987       | 18 (1)            | Burnley Football Club        |
| 17            | Marcel de Jong        | 15 octobre 1986   | 22 (1)            | FC Augsbourg                 |
| 19            | Adam Straith          | 11 septembre 1990 | 11 (0)            | Libre                        |
| 20            | Doneil Henry          | 20 avril 1993     | 4 (0)             | Toronto FC                   |
| Milieux       |                       |                   |                   |                              |
| 4             | Kyle Porter           | 19 janvier 1990   | 2 (0)             | D.C. United                  |
| 6             | Julian de Guzman      | 25 mars 1981      | 65 (4)            | Libre                        |
| 7             | Russell Teibert       | 22 décembre 1992  | 3 (0)             | Vancouver Whitecaps          |
| 8             | Will Johnson          | 21 janvier 1987   | 34 (3)            | Portland Timbers             |
| 12            | Issey Nakajima-Farran | 16 mai 1984       | 26 (1)            | AEK Larnaca                  |
| 13            | Pedro Pacheco         | 27 juin 1984      | 12 (0)            | Clube Desportivo Santa Clara |
| 14            | Samuel Piette         | 12 novembre 1994  | 3 (0)             | Fortuna Düsseldorf II        |
| 15            | Kyle Bekker           | 2 septembre 1990  | 5 (0)             | Toronto FC                   |
| 21            | Jonathan Osorio       | 12 juin 1992      | 1 (0)             | Toronto FC                   |
| 23            | Keven Aleman          | 25 mars 1994      | 0 (0)             | Real Valladolid              |
| Attaquants    |                       |                   |                   |                              |
| 9             | Tosaint Ricketts      | 6 août 1987       | 24 (5)            | Sandnes Ulf                  |
| 10            | Simeon Jackson        | 28 mars 1987      | 36 (6)            | Libre                        |
| 11            | Marcus Haber          | 11 janvier 1989   | 6 (1)             | Stevenage Football Club      |
| 16            | Randy Edwini-Bonsu    | 20 avril 1990     | 4 (0)             | Libre                        |

### Martinique
| Sélectionneur | Sélectionneur       | Patrick Cavelan   | Patrick Cavelan   | Patrick Cavelan                 |
| N°            | Nom                 | Date de naissance | Sélections (buts) | Club                            |
| Gardiens      |                     |                   |                   |                                 |
| 1             | Emmanuel Vermignon  | 20 juin 1989      | 10 (0)            | Club Colonial de Fort-de-France |
| 16            | Loïc Chauvet        | 30 avril 1988     | 2 (0)             | Golden Star de Fort-de-France   |
| 23            | Kevin Olimpa        | 10 mars 1988      | 3 (0)             | Girondins de Bordeaux           |
| Défenseurs    |                     |                   |                   |                                 |
| 2             | Nicolas Zaïre       | 27 juin 1985      | 17 (1)            | RC Rivière-Pilote               |
| 6             | William Séry        | 20 mars 1988      | 7 (0)             | US Raon-l'Étape                 |
| 8             | Audrick Linord      | 17 avril 1987     | 11 (0)            | SO Romorantin                   |
| 12            | Jacky Berdix        | 29 août 1979      | 14 (1)            | CS Case-Pilote                  |
| 18            | Grégory Arnolin     | 20 mars 1981      | 0 (0)             | Real Sporting de Gijón          |
| 21            | Sébastien Crétinoir | 12 février 1986   | 22 (0)            | Club Colonial de Fort-de-France |
| 22            | Jean Sylvain Babin  | 14 octobre 1986   | 0 (0)             | AD Alcorcón                     |
| Milieux       |                     |                   |                   |                                 |
| 3             | Lionel Ravi         | 12 novembre 1985  | 5 (0)             | Club Franciscain                |
| 4             | Daniel Hérelle      | 17 octobre 1988   | 32 (0)            | Club Colonial de Fort-de-France |
| 5             | Gaël Germany        | 10 mai 1983       | 19 (3)            | Paris FC                        |
| 13            | Olivier Thomert     | 28 mars 1980      | 0 (0)             | Le Mans FC                      |
| 14            | Fabrice Reuperné    | 18 septembre 1975 | 24 (1)            | Golden Star de Fort-de-France   |
| 15            | Jordi Delem         | 18 mars 1993      | 14 (3)            | Club Franciscain                |
| 20            | Stéphane Abaul      | 23 novembre 1991  | 17 (2)            | Club Franciscain                |
| Attaquants    |                     |                   |                   |                                 |
| 7             | Steeve Gustan       | 26 juin 1985      | 36 (7)            | Club Franciscain                |
| 9             | Frédéric Piquionne  | 8 décembre 1978   | 5 (2)             | Portland Timbers                |
| 10            | Kévin Tresfield     | 4 novembre 1988   | 10 (3)            | Club Franciscain                |
| 11            | Yoann Arquin        | 15 avril 1988     | 0 (0)             | Notts County                    |
| 17            | Kévin Parsemain     | 13 février 1988   | 29 (20)           | RC Rivière-Pilote               |
| 19            | Mathias Coureur     | 22 mars 1988      | 0 (0)             | Golden Lion de Saint-Joseph     |

### Mexique
| Sélectionneur | Sélectionneur          | José Manuel de la Torre | José Manuel de la Torre | José Manuel de la Torre      |
| N°            | Nom                    | Date de naissance       | Sélections (buts)       | Club                         |
| Gardiens      |                        |                         |                         |                              |
| 1             | Jonathan Orozco        | 12 mai 1986             | 2 (0)                   | Club de Fútbol Monterrey     |
| 12            | Alfredo Talavera       | 18 septembre 1982       | 11 (0)                  | Deportivo Toluca Fútbol Club |
| 23            | Moisés Muñoz           | 1er février 1980        | 8 (0)                   | Club América                 |
| Défenseurs    |                        |                         |                         |                              |
| 2             | Israel Jiménez         | 13 août 1989            | 5 (0)                   | Tigres                       |
| 3             | Leobardo López         | 4 septembre 1983        | 9 (1)                   | Club de Fútbol Monterrey     |
| 4             | Joel Huiqui            | 18 février 1983         | 9 (1)                   | CA Monarcas Morelia          |
| 5             | Dárvin Chávez          | 21 novembre 1989        | 3 (0)                   | Club de Fútbol Monterrey     |
| 13            | Adrián Aldrete         | 14 juin 1988            | 9 (0)                   | Club América                 |
| 15            | Efraín Velarde         | 18 avril 1986           | 1 (0)                   | PUMAS                        |
| 18            | Juan Carlos Valenzuela | 15 mai 1984             | 9 (0)                   | Club América                 |
| 19            | Miguel Layún           | 25 juin 1988            | 0 (0)                   | Club América                 |
| 20            | Jair Pereira           | 7 juillet 1986          | 0 (0)                   | CD Cruz Azul                 |
| 22            | Alejandro Castro       | 27 mars 1987            | 0 (0)                   | CD Cruz Azul                 |
| Milieux       |                        |                         |                         |                              |
| 6             | Carlos Peña            | 29 mars 1990            | 2 (0)                   | FC León                      |
| 7             | Javier Cortés          | 20 juillet 1989         | 2 (0)                   | PUMAS                        |
| 8             | Luis Montes            | 15 mai 1986             | 1 (0)                   | FC León                      |
| 10            | Marco Fabián           | 21 juillet 1989         | 4 (1)                   | Chivas de Guadalajara        |
| 14            | Jorge Enríquez         | 8 janvier 1991          | 5 (0)                   | Chivas de Guadalajara        |
| 16            | Miguel Ángel Ponce     | 12 avril 1989           | 2 (0)                   | Chivas de Guadalajara        |
| Attaquants    |                        |                         |                         |                              |
| 9             | Raúl Jiménez           | 5 mai 1991              | 9 (0)                   | Club América                 |
| 11            | Rafael Márquez Lugo    | 2 novembre 1981         | 11 (1)                  | Chivas de Guadalajara        |
| 17            | Isaác Brizuela         | 28 août 1990            | 0 (0)                   | Deportivo Toluca Fútbol Club |
| 21            | Javier Orozco          | 16 novembre 1987        | 3 (0)                   | Club Santos Laguna           |

### Panama
| Sélectionneur | Sélectionneur      | Julio César Dely Valdés | Julio César Dely Valdés | Julio César Dely Valdés     |
| N°            | Nom                | Date de naissance       | Sélections (buts)       | Club                        |
| Gardiens      |                    |                         |                         |                             |
| 1             | Jaime Penedo       | 26 septembre 1981       | 85 (0)                  | CSD Municipal               |
| 12            | Luis Mejía         | 16 mars 1991            | 11 (0)                  | Centro Atlético Fénix       |
| 15            | Álex Rodríguez     | 5 août 1990             | 2 (0)                   | Club Deportivo Sporting '89 |
| Défenseurs    |                    |                         |                         |                             |
| 2             | Leonel Parris      | 13 juin 1982            | 15 (0)                  | Tauro FC                    |
| 3             | Harold Cummings    | 1er mars 1992           | 14 (0)                  | Deportivo Árabe Unido       |
| 4             | Carlos Rodríguez   | 12 avril 1990           | 15 (0)                  | Chepo FC                    |
| 5             | Román Torres       | 20 mars 1986            | 69 (2)                  | CD Los Millonarios          |
| 13            | Jean Carlos Cedeño | 7 septembre 1985        | 20 (0)                  | Alianza FC                  |
| 17            | Roderick Miller    | 3 avril 1992            | 10 (0)                  | San Francisco FC            |
| 21            | Richard Dixon      | 28 mars 1992            | 2 (0)                   | Club Deportivo Sporting '89 |
| 23            | Roberto Chen       | 24 mai 1994             | 2 (0)                   | San Francisco FC            |
| Milieux       |                    |                         |                         |                             |
| 6             | Gabriel Gómez      | 29 mai 1984             | 85 (9)                  | Junior de Barranquilla      |
| 8             | Marcos Sánchez     | 23 décembre 1989        | 22 (2)                  | Tauro FC                    |
| 10            | Eybir Bonaga       | 19 mai 1986             | 21 (1)                  | San Francisco FC            |
| 14            | Juan de Dios Pérez | 1er janvier 1980        | 35 (0)                  | Tauro FC                    |
| 18            | Jairo Jiménez      | 7 janvier 1993          | 1 (0)                   | Chorrillo Fútbol Club       |
| 19            | Alberto Quintero   | 18 décembre 1987        | 33 (3)                  | Chorrillo Fútbol Club       |
| 20            | Aníbal Godoy       | 10 février 1990         | 34 (0)                  | Chepo FC                    |
| 22            | Rolando Escobar    | 24 octobre 1981         | 33 (1)                  | Deportivo Anzoátegui        |
| Attaquants    |                    |                         |                         |                             |
| 7             | Blas Pérez         | 13 mars 1981            | 76 (29)                 | FC Dallas                   |
| 9             | Gabriel Torres     | 31 octobre 1988         | 35 (2)                  | Zamora Fútbol Club          |
| 11            | Cecilio Waterman   | 13 avril 1991           | 2 (0)                   | Centro Atlético Fénix       |
| 16            | Rolando Blackburn  | 9 janvier 1990          | 12 (3)                  | Chorrillo Fútbol Club       |

## Groupe B

### Salvador
| Sélectionneur | Sélectionneur            | Agustín Castillo  | Agustín Castillo  | Agustín Castillo          |
| N°            | Nom                      | Date de naissance | Sélections (buts) | Club                      |
| Gardiens      |                          |                   |                   |                           |
| 1             | Dagoberto Portillo       | 16 novembre 1979  | 26 (0)            | CD Luis Ángel Firpo       |
| 18            | Benji Villalobos         | 15 juillet 1988   | 8 (0)             | Club Deportivo Águila     |
| 22            | Derby Carrillo           | 19 septembre 1987 | 3 (0)             | Santa Tecla FC            |
| Défenseurs    |                          |                   |                   |                           |
| 2             | Xavier García            | 26 juin 1990      | 37 (1)            | CD Luis Ángel Firpo       |
| 3             | Víctor Turcios           | 13 avril 1988     | 37 (1)            | RoPS                      |
| 4             | Steve Purdy              | 5 février 1985    | 14 (1)            | Chivas USA                |
| 5             | José Miguel Granadino    | 28 septembre 1988 | 6 (0)             | Club Deportivo FAS        |
| 16            | Marcelo Posadas          | 24 juillet 1989   | 1 (0)             | Santa Tecla FC            |
| 21            | Néstor Renderos          | 10 septembre 1988 | 1 (0)             | Club Deportivo FAS        |
| 23            | José Mardoqueo Henríquez | 24 mai 1987       | 33 (0)            | Club Deportivo Águila     |
| Milieux       |                          |                   |                   |                           |
| 6             | Richard Menjivar         | 31 décembre 1990  | 6 (0)             | Silverbacks d'Atlanta     |
| 7             | Darwin Cerén             | 31 décembre 1989  | 12 (1)            | CD Juventud Independiente |
| 8             | Osael Romero             | 18 avril 1986     | 74 (16)           | Alianza Fútbol Club       |
| 10            | Kevin Santamaría         | 11 janvier 1991   | 1 (0)             | Santa Tecla FC            |
| 12            | Andrés Flores            | 31 août 1990      | 27 (0)            | AD Isidro Metapán         |
| 13            | Alexander Larín          | 27 juin 1992      | 7 (0)             | Club Deportivo FAS        |
| 15            | Darwin Bonilla           | 6 août 1989       | 5 (0)             | Club Deportivo Águila     |
| 19            | Gerson Mayen             | 9 février 1989    | 3 (0)             | Club Deportivo FAS        |
| 20            | Josué Odir Flores        | 13 mai 1988       | 2 (0)             | Alianza Fútbol Club       |
| Attaquants    |                          |                   |                   |                           |
| 9             | Rafael Burgos            | 3 juin 1988       | 28 (10)           | Kecskeméti TE             |
| 11            | Rodolfo Zelaya           | 3 juillet 1988    | 33 (13)           | FK Alania Vladikavkaz     |
| 14            | Dustin Corea             | 21 mars 1992      | 1 (0)             | Skive IK                  |
| 17            | Léster Blanco            | 17 février 1989   | 30 (5)            | CD Marathón               |

### Haïti
| Sélectionneur | Sélectionneur         | Israel Blake Cantero | Israel Blake Cantero | Israel Blake Cantero       |
| N°            | Nom                   | Date de naissance    | Sélections (buts)    | Club                       |
| Gardiens      |                       |                      |                      |                            |
| 1             | Frandy Montrevil      | 14 janvier 1982      | 8 (0)                | Valencia de Léogâne        |
| 12            | Julien Jospy          | 3 juin 1983          | 0 (0)                | AS Cavaly                  |
| 21            | Ronald Elusma         | 8 juillet 1993       | 0 (0)                | Victory Sportif Club       |
| Défenseurs    |                       |                      |                      |                            |
| 3             | Mechack Jerome        | 21 avril 1990        | 24 (0)               | Sporting de Kansas City    |
| 4             | Wilde-Donald Guerrier | 31 mars 1989         | 14 (2)               | América des Cayes          |
| 5             | Jean-Jacques Pierre   | 23 janvier 1981      | 29 (1)               | SM Caen                    |
| 6             | Kevin Lafrance        | 13 janvier 1990      | 11 (2)               | FK Baník Most              |
| 8             | Judelin Aveska        | 21 octobre 1987      | 32 (1)               | Independiente Rivadavia    |
| 19            | Kim Jaggy             | 14 novembre 1982     | 4 (1)                | FC Wil                     |
| 20            | Olrish Saurel         | 13 septembre 1985    | 18 (2)               | Don Bosco Football Club    |
| 22            | Ricardo Adé           | 21 mai 1990          | 0 (0)                | Baltimore Sportif Club     |
| Milieux       |                       |                      |                      |                            |
| 2             | Jean Sony Alcenat     | 23 janvier 1986      | 45 (5)               | FC Petrolul Ploiești       |
| 7             | Jeff Louis            | 8 août 1992          | 9 (0)                | AS Nancy-Lorraine          |
| 13            | Monuma Constant Jr.   | 1er avril 1982       | 25 (4)               | Racing Club Haïtien        |
| 14            | Peterson Joseph       | 24 avril 1990        | 15 (0)               | Sporting de Kansas City    |
| 15            | Yves Desmarets        | 17 juillet 1979      | 2 (0)                | Belenenses                 |
| 16            | Jean-Marc Alexandre   | 24 août 1986         | 25 (2)               | Orlando City Soccer Club   |
| 17            | Charles Hérold Jr.    | 23 juillet 1990      | 11 (1)               | Tempête Football Club      |
| 23            | Pascal Millien        | 3 mai 1986           | 12 (1)               | Sligo Rovers Football Club |
| Attaquants    |                       |                      |                      |                            |
| 9             | Kervens Belfort fils  | 16 mai 1992          | 11 (5)               | Le Mans FC                 |
| 10            | Jean-Philippe Peguero | 29 septembre 1981    | 20 (11)              | Don Bosco Football Club    |
| 11            | Jean-Eudes Maurice    | 21 juin 1986         | 12 (8)               | Le Mans FC                 |
| 18            | Leonel Saint-Preux    | 12 mai 1985          | 38 (6)               | FELDA United FC            |

### Honduras
| Sélectionneur | Sélectionneur          | Luis Fernando Suárez | Luis Fernando Suárez | Luis Fernando Suárez    |
| N°            | Nom                    | Date de naissance    | Sélections (buts)    | Club                    |
| Gardiens      |                        |                      |                      |                         |
| 1             | José Mendoza           | 21 juillet 1989      | 1 (0)                | CD Marathón             |
| 18            | Kevin Hernández        | 21 décembre 1985     | 1 (0)                | Real España             |
| 22            | Donis Escober          | 3 février 1980       | 21 (0)               | CD Olimpia              |
| Défenseurs    |                        |                      |                      |                         |
| 2             | Osman Chávez           | 29 juillet 1984      | 47 (0)               | Wisła Cracovie          |
| 3             | Brayan Beckeles        | 28 novembre 1985     | 13 (1)               | CD Olimpia              |
| 4             | Johnny Palacios        | 20 décembre 1986     | 15 (0)               | CD Olimpia              |
| 5             | José Velásquez         | 8 décembre 1989      | 4 (0)                | CD Victoria             |
| 6             | Juan Carlos García     | 8 mars 1988          | 25 (1)               | CD Olimpia              |
| 8             | Gerson Rodas           | 6 juillet 1990       | 0 (0)                | Real España             |
| 12            | Orlin Peralta          | 12 février 1990      | 5 (0)                | CD Vida                 |
| 15            | Mario Berríos          | 29 mai 1982          | 16 (0)               | CD Marathón             |
| Milieux       |                        |                      |                      |                         |
| 10            | Mario Roberto Martínez | 30 juillet 1989      | 31 (3)               | Seattle Sounders        |
| 13            | Nery Medina            | 5 août 1981          | 12 (0)               | CD Motagua              |
| 14            | Andy Najar             | 16 mars 1993         | 6 (0)                | Anderlecht              |
| 16            | Alexander López        | 5 juin 1992          | 3 (0)                | CD Olimpia              |
| 17            | Marvin Chávez          | 3 novembre 1983      | 32 (3)               | San José Earthquakes    |
| 19            | Wilmer Fuentes         | 21 avril 1992        | 1 (0)                | CD Marathón             |
| 20            | Jorge Claros           | 8 janvier 1986       | 38 (2)               | Hibernian Football Club |
| 23            | Edder Delgado          | 20 novembre 1986     | 19 (0)               | Real España             |
| Attaquants    |                        |                      |                      |                         |
| 7             | Diego Reyes            | 11 janvier 1990      | 1 (0)                | CD Real Sociedad        |
| 9             | Jerry Palacios         | 13 mai 1982          | 16 (4)               | LD Alajuelense          |
| 11            | Rony Martínez          | 16 octobre 1988      | 1 (0)                | CD Real Sociedad        |
| 21            | Roger Rojas            | 9 juin 1990          | 19 (3)               | CD Olimpia              |

### Trinité-et-Tobago
| Sélectionneur | Sélectionneur        | Stephen Hart      | Stephen Hart      | Stephen Hart           |
| N°            | Nom                  | Date de naissance | Sélections (buts) | Club                   |
| Gardiens      |                      |                   |                   |                        |
| 1             | Marvin Phillip       | 1er août 1984     | 40 (0)            | Central FC             |
| 21            | Jan-Michael Williams | 26 octobre 1984   | 49 (0)            | St. Ann's Rangers      |
| 22            | Cleon John           | 25 octobre 1981   | 1 (0)             | North East Stars FC    |
| Défenseurs    |                      |                   |                   |                        |
| 3             | Joevin Jones         | 3 août 1991       | 28 (0)            | W Connection FC        |
| 5             | Carlyle Mitchell     | 8 août 1987       | 17 (0)            | Vancouver Whitecaps FC |
| 6             | Daneil Cyrus         | 15 décembre 1990  | 27 (0)            | W Connection FC        |
| 17            | Justin Hoyte         | 20 novembre 1984  | 2 (0)             | Middlesbrough FC       |
| 20            | Seon Power           | 2 février 1984    | 38 (2)            | Chainat FC             |
| 25            | Aubrey David         | 11 octobre 1990   | 8 (1)             | Caledonia AIA          |
| 26            | Curtis Gonzales      | 26 janvier 1989   | 10 (0)            | Defence Force FC       |
| 32            | Radanfah Abu Bakr    | 12 février 1987   | 10 (1)            | FC Vostok              |
| Milieux       |                      |                   |                   |                        |
| 7             | Chris Birchall       | 5 mai 1984        | 42 (4)            | Port Vale FC           |
| 8             | Khaleem Hyland       | 5 juin 1989       | 31 (3)            | KRC Genk               |
| 10            | Kevin Molino         | 17 juin 1990      | 17 (3)            | Orlando City SC        |
| 11            | Carlos Edwards       | 24 octobre 1978   | 82 (4)            | Ipswich Town FC        |
| 14            | André Boucaud        | 10 octobre 1984   | 8 (0)             | Notts County FC        |
| 16            | Kevon Carter         | 14 novembre 1983  | 28 (5)            | Defence Force FC       |
| 18            | Densill Theobald     | 27 juin 1982      | 90 (2)            | Caledonia AIA          |
| 19            | Keon Daniel          | 16 janvier 1987   | 54 (12)           | Philadelphia Union     |
| Attaquants    |                      |                   |                   |                        |
| 9             | Kenwyne Jones        | 5 octobre 1984    | 50 (7)            | Stoke City FC          |
| 12            | Darryl Roberts       | 26 septembre 1983 | 24 (6)            | Samsunspor             |
| 13            | Cornell Glen         | 21 octobre 1980   | 68 (23)           | Shillong Lajong FC     |
| 23            | Jamal Gay            | 9 février 1989    | 18 (7)            | Caledonia AIA          |

## Groupe C

### Belize
| Sélectionneur | Sélectionneur      | Ian Mork          | Ian Mork          | Ian Mork                 |
| N°            | Nom                | Date de naissance | Sélections (buts) | Club                     |
| Gardiens      |                    |                   |                   |                          |
| 1             | Woodrow West       | 19 septembre 1985 | 15 (0)            | Belmopan Bandits         |
| 22            | Frank Lopez        | 3 mars 1989       | 0 (0)             | Belize Defence Force FC  |
| 27            | Shane Orio         | 7 août 1980       | 23 (0)            | CD Marathón              |
| Défenseurs    |                    |                   |                   |                          |
| 5             | Kahlil Velasquez   | 13 août 1985      | 1 (0)             | Belize Defence Force FC  |
| 7             | Ian Gaynair        | 26 février 1986   | 27 (0)            | Belmopan Bandits         |
| 8             | Elroy Smith        | 30 novembre 1981  | 32 (2)            | CD Vida                  |
| 12            | Cristóbal Gilharry | 2 septembre 1980  | 7 (0)             | FC Belize                |
| 13            | Dalton Eiley       | 10 décembre 1983  | 25 (0)            | Placencia Assassins      |
| 18            | Evral Trapp        | 22 janvier 1987   | 14 (0)            | Hankook Verdes           |
| 23            | Tyrone Pandy       | 14 janvier 1986   | 7 (0)             | Belize Defence Force FC  |
| 28            | Harrison Tasher    | 5 janvier 1985    | 12 (0)            | Belize Defence Force FC  |
| Milieux       |                    |                   |                   |                          |
| 2             | David Trapp        | 5 août 1981       | 14 (0)            | Belmopan Bandits         |
| 3             | Trevor Lennen      | 5 juin 1983       | 18 (1)            | Police United            |
| 10            | Harrison Róchez    | 29 novembre 1983  | 29 (4)            | CD Marathón              |
| 14            | Andrés Makin       | 11 avril 1992     | 4 (0)             | Police United            |
| 16            | Ashley Torres      | 15 septembre 1985 | 5 (0)             | Placencia Assassins      |
| 25            | Devon Makin        | 11 novembre 1989  | 6 (0)             | Toledo Ambassadors       |
| 30            | Luis Torres        | 3 février 1993    | 0 (0)             | Placencia Assassins      |
| Attaquants    |                    |                   |                   |                          |
| 6             | Evan Mariano       | 20 janvier 1988   | 7 (0)             | Police United            |
| 9             | Deon McCaulay      | 20 septembre 1987 | 26 (16)           | Belmopan Bandits         |
| 11            | Michael Salazar    | 15 novembre 1992  | 1 (0)             | UC Riverside Highlanders |
| 20            | Daniel Jiménez     | 14 avril 1988     | 15 (2)            | Belize Defence Force FC  |
| 24            | Lennox Castillo    | 19 novembre 1985  | 3 (0)             | Police United            |

### Costa Rica
| Sélectionneur | Sélectionneur       | Jorge Luis Pinto  | Jorge Luis Pinto  | Jorge Luis Pinto   |
| N°            | Nom                 | Date de naissance | Sélections (buts) | Club               |
| Gardiens      |                     |                   |                   |                    |
| 1             | Leonel Moreira      | 2 avril 1990      | 3 (0)             | CS Herediano       |
| 18            | Patrick Pemberton   | 24 avril 1982     | 12 (0)            | LD Alajuelense     |
| 23            | Luis Torres         | 16 mars 1985      | 0 (0)             | CS Cartagines      |
| Défenseurs    |                     |                   |                   |                    |
| 2             | Kendall Waston      | 1er janvier 1988  | 2 (0)             | Deportivo Saprissa |
| 3             | Giancarlo González  | 8 février 1988    | 23 (2)            | Vålerenga IF       |
| 4             | Michael Umaña       | 16 juillet 1982   | 69 (1)            | Deportivo Saprissa |
| 6             | Juan Diego Madrigal | 21 mai 1987       | 5 (0)             | Deportivo Saprissa |
| 14            | Christopher Meneses | 2 mai 1990        | 11 (0)            | IFK Norrköping     |
| 15            | Júnior Díaz         | 12 septembre 1983 | 52 (1)            | 1. FSV Mayence 05  |
| 16            | Carlos Johnson      | 10 juillet 1984   | 11 (0)            | CS Cartagines      |
| 19            | Roy Miller          | 24 novembre 1984  | 40 (1)            | New York Red Bulls |
| Milieux       |                     |                   |                   |                    |
| 5             | Celso Borges        | 27 mai 1988       | 50 (11)           | AIK Solna          |
| 7             | Mauricio Castillo   | 19 juin 1987      | 4 (0)             | Deportivo Saprissa |
| 10            | Osvaldo Rodríguez   | 17 décembre 1990  | 7 (0)             | Santos de Guápiles |
| 11            | Michael Barrantes   | 4 octobre 1983    | 45 (2)            | Aalesunds FK       |
| 13            | Ariel Rodríguez     | 22 avril 1986     | 11 (0)            | LD Alajuelense     |
| 17            | Yeltsin Tejeda      | 17 mars 1992      | 11 (0)            | Deportivo Saprissa |
| 20            | Rodney Wallace      | 17 juin 1988      | 14 (3)            | Portland Timbers   |
| 21            | Esteban Granados    | 25 octobre 1985   | 9 (0)             | CS Herediano       |
| Attaquants    |                     |                   |                   |                    |
| 8             | Kenny Cunningham    | 7 juin 1985       | 6 (1)             | The Strongest      |
| 9             | Álvaro Saborío      | 25 mars 1982      | 85 (30)           | Real Salt Lake     |
| 12            | Yendrick Ruiz       | 12 avril 1987     | 1 (0)             | CS Herediano       |
| 22            | Jairo Arrieta       | 25 août 1983      | 11 (3)            | Columbus Crew      |

### Cuba
| Sélectionneur | Sélectionneur           | Walter Benítez    | Walter Benítez    | Walter Benítez         |
| N°            | Nom                     | Date de naissance | Sélections (buts) | Club                   |
| Gardiens      |                         |                   |                   |                        |
| 1             | Odelín Molina           | 3 août 1974       | 116 (0)           | FC Villa Clara         |
| 12            | Julio Ramos Pichardo    | 10 janvier 1990   | 1 (0)             | FC Las Tunas           |
| 21            | Diosvelis Guerra        | 21 août 1989      | 0 (0)             | FC Pinar del Río       |
| Défenseurs    |                         |                   |                   |                        |
| 2             | Michel Márquez          | 7 avril 1987      | 0 (0)             | FC Isla de La Juventud |
| 3             | Yénier Márquez          | 3 janvier 1979    | 109 (12)          | FC Villa Clara         |
| 5             | Jorge Luis Clavelo      | 8 août 1992       | 39 (2)            | FC Villa Clara         |
| 6             | Yoel Colomé             | 15 octobre 1982   | 36 (2)            | FC Ciudad de La Habana |
| 13            | Jorge Luís Corrales     | 20 mai 1991       | 16 (0)            | FC Pinar del Río       |
| 14            | Aliannis Urgellés       | 25 juin 1985      | 40 (2)            | FC Guantánamo          |
| 15            | Renay Malblanche        | 8 août 1991       | 10 (0)            | FC Holguín             |
| 16            | Ángel Horta             | 17 mars 1984      | 0 (0)             | FC Camagüey            |
| Milieux       |                         |                   |                   |                        |
| 4             | Yasmany López           | 11 octobre 1987   | 0 (0)             | FC Ciego de Ávila      |
| 8             | Jaime Colomé            | 30 juin 1979      | 74 (11)           | FC Ciudad de La Habana |
| 10            | Miguel Sánchez Ferrer   | 2 août 1987       | 0 (0)             | FC Isla de La Juventud |
| 18            | Liván Pérez Recio       | 8 mai 1990        | 0 (0)             | FC Camagüey            |
| 19            | Dairon Blanco           | 10 février 1992   | 3 (0)             | FC Las Tunas           |
| 20            | Alberto Gómez Carbonell | 12 février 1988   | 20 (1)            | FC Guantánamo          |
| 23            | Jesús Rodríguez Jiménez | 23 octobre 1988   | 0 (0)             | FC Ciego de Ávila      |
| Attaquants    |                         |                   |                   |                        |
| 7             | Armando Coroneaux       | 2 juillet 1985    | 14 (4)            | FC Camagüey            |
| 9             | José Ciprián Alfonso    | 28 mars 1984      | 0 (0)             | FC Pinar del Río       |
| 11            | Ariel Martínez          | 9 mai 1986        | 35 (6)            | FC Sancti Spíritus     |
| 17            | Alexei Zuásnabar        | 24 avril 1985     | 6 (0)             | FC Guantánamo          |
| 22            | Yoandir Puga            | 3 janvier 1988    | 0 (0)             | FC Isla de La Juventud |

### États-Unis
| Sélectionneur | Sélectionneur         | Jürgen Klinsmann  | Jürgen Klinsmann  | Jürgen Klinsmann         |
| N°            | Nom                   | Date de naissance | Sélections (buts) | Club                     |
| Gardiens      |                       |                   |                   |                          |
| 1             | Nick Rimando          | 17 juin 1979      | 7 (0)             | Real Salt Lake           |
| 12            | Sean Johnson          | 31 mai 1989       | 3 (0)             | Chicago Fire             |
| 22            | Bill Hamid            | 25 novembre 1990  | 1 (0)             | DC United                |
| Défenseurs    |                       |                   |                   |                          |
| 2             | Edgar Castillo        | 8 octobre 1986    | 11 (0)            | Club Tijuana             |
| 3             | Omar Gonzalez         | 11 octobre 1988   | 11 (0)            | Los Angeles Galaxy       |
| 3             | Corey Ashe            | 14 mars 1986      | 0 (0)             | Houston Dynamo           |
| 4             | Michael Orozco Fiscal | 7 février 1986    | 5 (1)             | CF Puebla                |
| 5             | Matt Besler           | 11 février 1987   | 7 (0)             | Sporting Kansas City     |
| 5             | Oguchi Onyewu         | 13 mai 1982       | 67 (6)            | Malaga CF                |
| 7             | DaMarcus Beasley      | 24 mai 1982       | 104 (17)          | CF Puebla                |
| 13            | Tony Beltran          | 11 octobre 1987   | 1 (0)             | Real Salt Lake           |
| 15            | Michael Parkhurst     | 24 janvier 1984   | 16 (0)            | FC Augsburg              |
| 21            | Clarence Goodson      | 5 janvier 1985    | 37 (4)            | San José Earthquakes     |
| Milieux       |                       |                   |                   |                          |
| 6             | Joe Corona            | 9 juillet 1990    | 5 (0)             | Club Tijuana             |
| 8             | Mikkel Diskerud       | 2 octobre 1990    | 4 (1)             | Rosenborg BK             |
| 11            | Stuart Holden         | 1er août 1985     | 20 (2)            | Bolton Wanderers         |
| 14            | Kyle Beckerman        | 23 avril 1982     | 26 (1)            | Real Salt Lake           |
| 16            | José Francisco Torres | 29 octobre 1987   | 21 (0)            | Tigres UANL              |
| 20            | Alejandro Bedoya      | 29 avril 1987     | 15 (1)            | Helsingborgs IF          |
| 23            | Brek Shea             | 28 février 1990   | 17 (0)            | Stoke City Football Club |
| Attaquants    |                       |                   |                   |                          |
| 9             | Alan Gordon           | 16 octobre 1981   | 1 (0)             | San Jose Earthquakes     |
| 9             | Herculez Gomez        | 6 avril 1982      | 22 (6)            | Club Tijuana             |
| 10            | Landon Donovan        | 4 mars 1982       | 145 (51)          | Los Angeles Galaxy       |
| 17            | Will Bruin            | 24 octobre 1989   | 2 (0)             | Houston Dynamo           |
| 18            | Eddie Johnson         | 31 mars 1984      | 53 (15)           | Seattle Sounders FC      |
| 18            | Jack McInerney        | 5 août 1992       | 0 (0)             | Philadelphia Union       |
| 19            | Chris Wondolowski     | 28 juillet 1983   | 10 (1)            | San José Earthquakes     |